# Sertifera colombiana
Sertifera colombiana är en orkidéart som beskrevs av Rudolf Schlechter. Sertifera colombiana ingår i släktet Sertifera och familjen orkidéer. Inga underarter finns listade i Catalogue of Life.